# Parafroneta marrineri
Parafroneta marrineri is een spinnensoort in de taxonomische indeling van de hangmatspinnen (Linyphiidae).
Het dier behoort tot het geslacht Parafroneta. De wetenschappelijke naam van de soort werd voor het eerst geldig gepubliceerd in 1909 door Henry Roughton Hogg.